# Олдс, Рэнсом
Рэнсом Эли Олдс (3 июня 1864, Дженива, Огайо — 26 августа 1950, Лансинг, Мичиган) — американский предприниматель, изобретатель, конструктор автомобилей. Основатель автомобильных компаний Olds Motor Vehicle Company (впоследствии Oldsmobile) и Reo Motor Car Company.
Рэнсом Олдс родился 3 июня 1864 году в небольшом городке Дженива, в штате Огайо. Его отец, в прошлом фермер и бригадир на металлургическом заводе, после переезда в Женеву стал пастором-конгрегационалистом и владельцем механической мастерской. Рэнсом, четвёртый сын в семье, получил полное среднее образование и отучился полгода в коммерческом училище, но предпочёл карьеру предпринимателя-изобретателя. В 1887 году он построил первый самоходный трёхколёсный экипаж на паровом ходу. В 1896 году Олдс собрал первый работоспособный автомобиль с бензиновым двигателем собственной конструкции, а в следующем году основал для его выпуска компанию Olds Motor Vehicle Company. Олдс успешно выступал на своём автомобиле на гонках в Ормонд-Бич и Дейтона-Бич.
В 1899 году лесопромышленник Сэмюэл Смит профинансировал создание новой производственной компании Olds Motor Works, в которой Олдс занял место управляющего и, фактически, главного конструктора. Автомобили под торговой маркой Oldsmobile собирались уже не в мастерских, а на автозаводах специальной постройки в Лансинге и Детройте. Компания специализировалась на массовых, относительно недорогих (650 долларов) автомобилях и первой в истории применила поточную их сборку, что позволило увеличить годовой выпуск с 425 до 2500 автомобилей. Однако в 1901 году завод и склад готовой продукции были уничтожены пожаром. Компания на время потеряла конкурентное преимущество и уступила первенство Генри Форду. В 1904 году производство было восстановлено, годовой выпуск достиг 5000 автомобилей, а Олдс покинул компанию из-за конфликта со Смитом по поводу производственной линейки (Смит настаивал на переход в более дорогой сегмент). В 1908 году названная именем Олдса компания перешла во владение General Motors; торговая марка Oldsmobile просуществовала до 2004 года.
После разрыва со Смитом Олдс основал компанию, названную собственными инициалами — REO Motor Car Company. Первые годы её существования были исключительно успешными: уже к 1907 году выручка составила 4 миллиона долларов. Акционеры обсуждали слияние с Buick, Ford и Maxwell; в ожидании сделки курс акций REO рос, что сделало Олдса богачом. Однако слияния не состоялись, а доля REO на растущем автомобильном рынке начала сокращаться. В 1915 году Олдс покинул пост управляющего REO, сохранив за собой до 1936 года пост председателя совета директоров. Заработанные миллионы Олдс вложил в компанию по производству газонокосилок собственной конструкции и в земельные спекуляции во Флориде. Один из его девелоперских проектов, принёсший Олдсу большие убытки, впоследствии развился в город Олдсмар.
В политике Олдс поддерживал Республиканскую партию, и в 1908 году избирался депутатом национальном съезда партии от Мичигана.